# Rolf-Dieter Amend
Rolf-Dieter Amend (ur. 21 marca 1949 w Magdeburgu, zm. 4 stycznia 2022 w Poczdamie) – niemiecki kajakarz górski, kanadyjkarz. Złoty medalista olimpijski z Monachium.
Reprezentował barwy NRD. Zawody w 1972 były jego jedynymi igrzyskami olimpijskimi (dyscyplina w tym roku debiutowała w programie igrzysk i ponownie pojawiła się dopiero 20 lat później). Medal zdobył w kanadyjkowej dwójce, partnerował mu Walter Hofmann. Na mistrzostwach świata zdobył trzy medale, zwyciężając w drużynie 1971 i 1975 oraz sięgając po srebro w 1971 w dwójce.